# Al-Harran
Abu Yahya ibn Mohammad al-Harran (Harran, 1030 – Toledo, dopo il 1085) è stato un teologo, filosofo e mistico persiano, figura  minore ma molto originale nella storia del pensiero islamico.

## Biografia
Al-Harran nacque intorno al 1030 a Harran, (latino: Carrhae), oggi villaggio del sudest della Turchia. Si hanno solo notizie frammentarie della sua biografia. Dopo aver studiato nel Gorgan, come ci informa al-Ghazali che là lo conobbe, al-Harran visitò Nishapur, Baghdad, e si recò in pellegrinaggio alla Mecca probabilmente intorno al 1060. Infine al-Harran si recò a Toledo sotto l'emiro al-Ma'mun dove rimase fino almeno al 1085, anno in cui Toledo fu conquistata da Alfonso VI di Castiglia. Non si sa con esattezza quando e dove morì.
Di al-Harran rimangono solo frammenti della sua opera principale, "Il libro dell'incoerenza dei giurisperiti" (in arabo الكتاب تضارب فقهاء‎?, al-Kitāb taḍārub fuqahāʾ) in cui, criticando il libro contemporaneo di al-Ghazali  L'incoerenza dei filosofi, contrasta l'autorità dei giurisperiti, insistendo su un approccio più personale e diretto col trascendente.
Nonostante fosse un seguace del sufismo, al-Harran non propone però una via mistica alla teologia ma propugna una visione più ampia, in cui alla rivelazione divina e profetica e alla conoscenza mistica si accompagna una rivelazione continua nella natura e nella società. Venne per questa ragione attaccato da molti teologi e filosofi e dovette rifugiarsi a Toledo, dove trovò un ambiente intellettuale più tollerante e dove probabilmente collaborò con al-Zarqali alle tavole astronomiche (zīj) toledane. Di altre quindici opere di fisica, astronomia, astrologia e geografia attribuite ad al-Harran e di cui abbiano i titoli non è rimasto alcun frammento.

### Opere
Al-Harran scrisse molti libri su scienza, filosofia, teologia e sufismo, quindici secondo Ibn Arabi. Il suo Libro dell'incoerenza dei teologi è l'unica opera di cui ci siano arrivati ampi frammenti riportati, in maniera spesso ferocemente critica, da al-Ghazali, Ibn Khaldun, Ibn Arabi. Solo Sohravardi e Ibn Rushd (Averroè) sembrano aver accolto alcune parti della sua visione filosofica, anche se gli scarsi riferimenti non permettono un giudizio definitivo sull'impatto di al-Harran nella cultura islamica medioevale.
Il punto centrale della sua filosofia, secondo l'islamista Henry Corbin, consiste in un ampliamento del valore epistemologico e gnoseologico della rivelazione divina, ampliamento che lo porta vicino alle posizioni shi'ite più estreme. Il concetto centrale viene riassunto da Henry Corbin come una "rivelazione aperta": il messaggio divino all'umanità non è cristallizzato nelle parole dei profeti e degli inviati di Dio ma si sviluppa lungo tutto il percorso storico. Fonti di questa rivelazione aperta sono la natura stessa (in accordo qui con Ibn Rushd) e la visione mistica (come propugnava anche Sohravardi) ma anche, e qui la portata rivoluzionaria del pensiero di al-Harran si mostra in tutta la sua evidenza, la società umana nel suo insieme. Partendo da un commento del famoso passo della "Sūra della luce" (XXIV:35), al-Harran sostiene che Dio ha concesso la sua rivelazione come "una lampada che non si consuma e che illumina tutto l'universo e  le sue creature". Ritenere che la rivelazione sia stata dominio soltanto di alcuni profeti sarebbe come ridurre l'influsso della luce divina, cioè ammetterne una limitazione. Anticipando la concezione della luce come forza vitale del cosmo e come rappresentazione dell'influsso divino, propria della filosofia di Sohravardi, al-Harran arrivò a vedere una rivelazione continua in tutta la storia umana, inclusa la storia dei popoli pagani e non monoteisti, rivelazione cui tutti sono chiamati a partecipare. Compito del filosofo e del teologo è di cercare le tracce della rivelazione in ogni aspetto della creazione; compito del sovrano è di organizzare la società in modo da facilitare tale libera ricerca. La "rivelazione aperta" di al-Harran si pone quindi come contraltare radicale al Corano come "sigillo della profezia".
Al-Harran riconosce però al profeta Maometto il merito  di essere stato la voce più chiara e potente della rivelazione e all'Islam in generale di essere la religione che più compiutamente "svela la rivelazione" (in arabo وتكشف الوحي‎?), come riporta un frammento trasmesso da Ibn Rushd.

### Altri contributi
Nel settore della cosmologia al-Harran sembra avesse sostenuto la teoria di una creazione continua di nuovi mondi, ognuno generato all'interno di un mondo precedente, forse influenzato dal mazdeismo e dal buddismo. Non è chiaro però se al-Harran considerasse una creazione in successione temporale (una sorta di universo ciclico) o spaziale (cioè nuovi mondi all'interno uno dell'altro), né se attribuisse a Dio la creazione del "mondo originario" o se assumesse una regressione all'infinito.   È possibile che con tale teoria avesse cercato di riconciliare le teorie di molti filosofi medievali e dei teologi, di un universo dal tempo non infinito e avente avuto un inizio, in opposizione ai filosofi greci aristotelici che ritenevano il contrario.
 Secondo la studiosa del Rinascimento Frances Yates  Giordano Bruno potrebbe essersi ispirato ad al-Harran, benché senza citarlo esplicitamente, nella sua concezione di un Dio che crea nuovi mondi continuamente.
Al-Harran scrisse anche di alchimia, intensamente praticata proprio nella sua città natale. Nella sua opera perduta "Il giardino della luce vivificante", come riporta Ibn Arabi, sembra avesse descritto un processo alchemico capace di creare un organismo dotato di vita autonoma, una sorta di "homunculus" faustiano, convogliando e intrappolando la luce cosmica all'interno della fornace alchemica, l'athanor.

### Influenze
Forse per la sua radicalità, scarsa sembra essere stata l'influenza di al-Harran nel pensiero medioevale islamico e del tutto assente sulla filosofia medioevale latina.

In anni recenti alcuni gruppi di mistici sufi e seguaci della kabbalah che cercano di riconciliare misticismo e tecnologia (i cosiddetti "cybersufi") hanno visto nell'idea di "rivelazione aperta" di al-Harran una sorta di manifesto filosofico. Secondo questi gruppi, la rivelazione aperta è la forma religiosa della filosofia "open source".